# Jože Prelogar
Jože Prelogar (* 5. März 1959 in Ljubljana) ist ein slowenischer Fußballtrainer und ehemaliger Fußballspieler.

## Karriere
Der bisher in Österreich relativ unbekannte Prelogar wurde im Dezember 2009 überraschend zum Nachfolger von Frenkie Schinkels als neuer Trainer des österreichischen Bundesligisten SK Austria Kärnten bestellt. Zuletzt betreute er den slowenischen Drittligisten NK Radomlje. Weitere Trainerstationen waren Co-Trainer des slowenischen Nationalteams (2004 bis 2007), bereits bevor er in den Trainerstab des A-Teams berufen wurde, arbeitete er zwischen 2002 und 2004 für den slowenischen Verband als Trainer des slowenischen U 17 und U 18-Teams.
Sein Bezug zu Österreich, sprich zum Bundesland Kärnten, ergibt sich durch sein Engagement für Austria Klagenfurt von 1987 bis 1992. Außerdem war er auch Spieler bei zwei weiteren (unterklassigen) Kärntner Vereinen: ATSV Wolfsberg (1995/96) und ASK Klagenfurt (1996/97).
Prelogar erhielt bei Austria Kärnten einen Vertrag bis zum Saisonende, der sich im Fall des Klassenerhalts automatisch verlängert.
Jedoch konnte Prelogar den Abstieg der Klagenfurter nicht verhindern. Da der Klub nach Saisonende auch noch Insolvenz anmelden musste, war Prelogar arbeitslos. Am 15. Juni 2013 wurde Prelogar als neuer Trainer des SK Austria Klagenfurt vorgestellt. Er erhielt dort einen Vertrag über zwei Jahre. Allerdings trennte man sich bereits über den Winter, ab Saisonbeginn 2014/15 wurde er Trainer beim ebenfalls in der Regionalliga Mitte spielenden SAK Celovec/Klagenfurt, wo er jedoch schon nach dem 19. September (nach einem 0:2 bei Wallern) durch Goran Jolic abgelöst wurde. Ab 19. April 2015 hatte er erstmals als Trainer der Amateurmannschaft des SAK Celovec/Klagenfurt (in der "Unteren Play Off" der 1. Klasse D) die Verantwortung. Mit 30. Mai 2015 coachte er, als "Aushilfstrainer" bis Saisonende verpflichtet, die abstiegsgefährdete Mannschaft von SV Blau-Weiß Sachsenburg in der Kärntner Landesliga, wobei sein Einstand mit einem 0:1 gegen das Spitzenteam aus Köttmannsdorf begann. Seine Mission bei BW Sachsenburg war nicht von Erfolg gekrönt, die Mannschaft stieg ab. Ab 2015/16 wird er als Trainer der SG Drautal in der Unterliga West genannt.
Prelogar gilt als harter Trainer, der von seiner Mannschaft taktische Disziplin und Kampfbereitschaft fordert und Zusammenhalt unter Spielern, Funktionären, Betreuern und Anhängern.

## Erfolge
Als Spieler wurde er je vier Mal slowenischer Meister und Torschützenkönig.